# Prijestolonasljednik
Prijestolonasljednik (mocijski parnjak ženskoga roda je prijestolonasljednica), ↓b1 u državama s monarhijskom tradicijom, osoba koja je prva sljedeća u nasljednom pravu na nasljeđivanje vladarskog prijestolja. Najčešće se radi o najstarijem sinu monarha (primogenitura) ili o najstarijem sljedećem muškom članu dinastije (seniorat). U suvremenim monarhijama, uglavnom se odbacilo nasljeđivanje prijestolja od strane najstarijeg sina, već se nasljednikom ili nasljednicom prijestolja smatra prvorođeno dijete, neovisno o spolu.
Tijekom povijesti, kraljevi su znali okruniti svoje sinove i postaviti ih za suvladare još za svoga života, kako bi osigurali nesmetan transfer dinastičkog prava. Takvi slučajevi poznati su u brojnim zemljama (Bizant, Ugarska, Sveto Rimsko Carstvo i dr.).

## Prijestolonasljedničke titule
U mnogim zemljama, prijestolonasljednici imaju određene titule koje označavaju njihov poseban status u odnosu na nasljeđivanje krune. Također, zakonima je propisano kakve uvjete mora ispunjavati prijestolonasljednik pa tako u Velikoj Britaniji ne smije prijeći na katoličku vjeru ni oženiti pučanku ili ženu koju nije odobrio parlament, jer time gubi status nasljednika prijestolja.
Najpoznatije prijestolonasljedničke titule su:
- Princ od Walesa, titula britanskoga prijestolonasljednika
- Princ od Asturije, titula španjolskoga prijestolonasljednika
- Princ d'Orange, titula nizozemskoga prijestolonasljednika

## Sadašnji prijestolonasljednici
- Šeik Salman bin Hamad bin Isa al-Halifa - prijestolonasljednik Bahreina
- Princ Philippe, vojvoda od Brabanta - prijestolonasljednik Belgije
- Al-Muhtadi Bilah - prijestolonasljednik Bruneja
- Frederik, krunski princ od Danske - prijestolonasljednik Danske
- Šeik Hamdan bin Muhamed bin Rašid al-Maktoum - prijestolonasljednik Dubaija
- Naruhito, krunski princ od Japana - prijestolonasljednik Japana
- Princ Lerotholi Seeiso - prijestolonasljednik Lesota
- Alois, nasljedni princ od Lihtenštajna - prijestolonasljednik Lihtenštajna
- Guillaume, nasljedni veliki vojvoda od Luksemburga - prijestolonasljednik Luksemburga
- Mulaj Hasan, krunski princ od Maroka - prijestolonasljednik Maroka
- Willem-Alexander, princ od Oranje - prijestolonasljednik Nizozemske
- Haakon, krunski princ od Norveške - prijestolonasljednik Norveške
- Šeik Tamim bin Hamad al-Tani - prijestolonasljednik Katara
- Felipe, princ od Asturije - prijestolonasljednik Španjolske
- Victoria, krunska princeza od Švedske - prijestolonasljednica Švedske
- Vajiralongkorn, krunski princ od Tajlanda - prijestolonasljednik Tajlanda
- Princ William, princ od Walesa - prijestolonasljednik Ujedinjenog Kraljevstva i ostalih kraljevstava Commonwealtha

## Napomene
٭↑b1  U hrvatskomu jeziku opstoje i imenice prestolonasljednik te prjestolonasljednik. Jezični savjetnik s gramatikom (1971.) savjetuje porabu oblika prestolonasljednik, a preporučuje izraz nasljednik prijestolja. Izraz nasljednik prijestolja preporučuje i Vatroslav Rožić. Po Rožiću prijestolonasljednik je nespretna i loša složenica. Izraz prijestolonasljednik preporučuju Hrvatski jezični savjetnik (1999.), Rječnik hrvatskoga jezika (2000.), Osmojezični enciklopedijski rječnik (2004.), Hrvatski pravopis (2013.), te Veliki rječnik hrvatskoga standardnog jezika (2015.). Hrvatski enciklopedijski rječnik (2004.) navodi izraz prestolonasljednik.